# Matti Aikio
Matti Aikio, nome d'arte di Mathis Isaksen (Karasjok, 18 giugno 1872 – Karasjok, 25 luglio 1929), è stato il primo scrittore e poeta sami della Norvegia.

## Opere
- Kong Akab (1906)
- I Dyreskind (1906)
- Ginunga-gap (1907)
- Hyrdernes kapel (1918)
- Under blinkfyret (1918)
- Bygden paa elvenesset (1929)